# Powiat Łęczycki
Der Powiat Łęczycki ist ein Powiat (Kreis) in der polnischen Woiwodschaft Łódź. Der Powiat hat eine Fläche von 774 km², auf der 52.000 Einwohner leben.

## Gemeinden
Der Powiat umfasst acht Gemeinden, davon eine Stadtgemeinde, zwei Stadt-und-Land-Gemeinden und fünf Landgemeinden.

### Stadtgemeinde
- Łęczyca

### Stadt-und-Land-Gemeinden
- Grabów
- Piątek

### Landgemeinden
- Daszyna
- Góra Świętej Małgorzaty
- Łęczyca
- Świnice Warckie
- Witonia.